# 777 (numero)
Settecentosettantasette (777) è il numero naturale dopo il 776 e prima del 778.

## Proprietà matematiche
- È un numero dispari.
- È un numero composto con 8 divisori: 1, 3, 7, 21, 37, 111, 259, 777. Poiché la somma dei suoi divisori (escluso il numero stesso) è 439 < 777, è un numero difettivo.
- È un numero palindromo nel sistema numerico decimale e nel sistema di numerazione posizionale a base 6 (3333) e in quello a base 36 (LL). In quest'ultima base è altresì un numero a cifra ripetuta.
- È un numero sfenico.
- È un numero malvagio.
- È un numero intero privo di quadrati.
- È parte delle terne pitagoriche (252, 735, 777), (464, 777, 905), (740, 777, 1073), (777, 1036, 1295), (777, 1980, 2127), (777, 2664, 2775), (777, 4760, 4823), (777, 6136, 6185), (777, 8140, 8177), (777, 14364, 14385), (777, 33536, 33545), (777, 43120, 43127), (777, 100620, 100623), (777, 301864, 301865).
- È un numero 13-gonale e 260-gonale.
- È un numero fortunato.
- È un numero di Harshad.
- È un numero congruente.

## Astronomia
- 777 Gutemberga è un asteroide della fascia principale del sistema solare.
- NGC 777 è una galassia ellittica della costellazione del Triangolo.
- Gliese 777 è una stella binaria (stella doppia) nella costellazione del Cigno.
- IC 777 è una galassia nella costellazione della Chioma di Berenice.

## Astronautica
- Cosmos 777 è un satellite artificiale russo.

## Altri ambiti
- Boeing 777 è un aereo di linea a lungo raggio.

## Curiosità
In Italia il numero è associato al servizio dei sottotitoli per non udenti nella televisione, specialmente della RAI, dal 1986.

## Gioco d'azzardo
Spesso, nel gioco d'azzardo, il numero 777 si associa al jackpot.